# Allamanda przeczyszczająca
Allamanda przeczyszczająca (Allamanda cathartica L.) – gatunek pnącza z rodziny toinowatych. Pochodzi z północnych rejonów Ameryki Południowej (Brazylia, Gujana, Surinam). Jest uprawiany.

## Morfologia i biologia

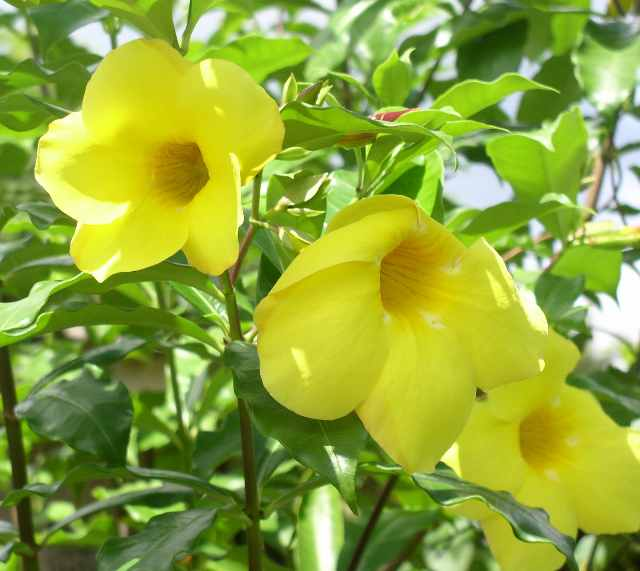
Kwiaty

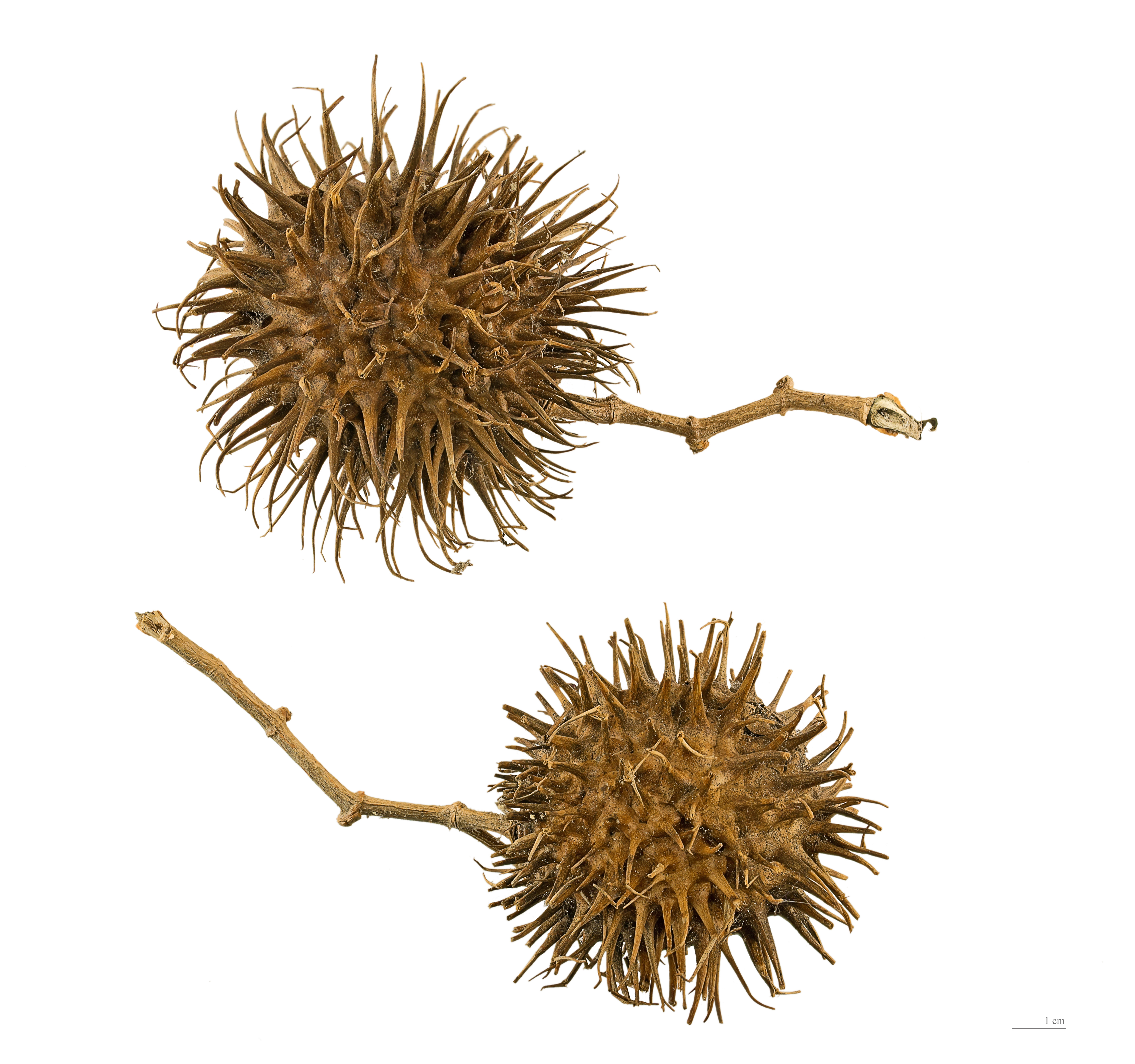
Owoce

PokrójPnącze dochodzące do 15 m długości. Cała roślina zawiera sok mleczny.
LiściePodłużne, błyszczące, o długości od 6 do 15 cm.
KwiatyŻółte, pięciokrotne. Kwitnie od maja do listopada.
OwoceKuliste lub jajowate, 3–8 cm, pokryte kolcami, nasiona z obiegającym je dookoła skrzydełkiem
UwagaRoślina silnie trująca.

## Zastosowanie
- W krajach o tropikalnym klimacie (strefy mrozoodporności 11–12) jest uprawiana jako roślina ozdobna[4].
- Kora i sok mleczny są stosowane jako środek przeczyszczający.